# Edward Harcourt
Edward Vernon–Harcourt (respektive Edward Venables–Vernon, od roku 1831 jen Harcourt; 10. října 1757 Sudbury Hall, Anglie – 5. listopadu 1845 Bishopthorpe, Anglie) byl britský anglikánský duchovní, dlouholetý arcibiskup v Yorku (1808–1845). Pocházel ze šlechtické rodiny Vernonů, jako nejbližší příbuzný vymřelého rodu Harcourtů přijal v roce 1831 příjmení Harcourt.

## Kariéra
Pocházel ze starobylého šlechtického rodu Vernonů, respektive Venables–Vernon. Byl nejmladším synem dlouholetého poslance Georga Vernona (1707–1780), který od roku 1728 užíval alianční jméno Venables–Vernon a v roce 1762 získal titul barona. Matka Martha Harcourt (1715–1794) byla dcerou poslance Simona Harcourta (1684–1720) a sestrou diplomata, generála a irského místokrále 1. hraběte Harcourta. Narodil se jako Edward Venables–Vernon na rodovém sídle Sudbury Hall v hrabství Derbyshire. Studoval ve Westminsteru a na univerzitě v Oxfordu a od mládí zastával nižší posty v anglikánské církvi, díky spříznění s rodem Harcourtů působil také jako kněz u dvora královny Charlotty.
V letech 1791–1807 byl biskupem v Carlisle a v letech 1807–1845 arcibiskupem v Yorku. Již v Carlisle vynikl zodpovědnou správou diecéze, jako yorský arcibiskup se stal členem Tajné rady (1808) a lordem velkoalmužníkem (Lord High Almoner) (18080–1845). Z titulu svých církevních postů byl zároveň členem Sněmovny lordů, kde proslul jako řečník k církevním tématům, vyhýbal se ale politickým sporům. Až do vysokého věku se těšil dobrému zdraví a svým úřadům se aktivně věnoval, v letech 1833–1835 byl místopředsedou vládní komise pro správu církevních příjmů.

## Rodina
Po smrti svého švagra a zároveň bratrance 3. hraběte Harcourta (1830) a vymření rodu Harcourtů přijal jméno Harcourt a převzal rodové dědictví v hrabství Oxfordshire (Stanton Harcourt, Nuneham Courtenay). Součástí dědictví byl také londýnský palác Harcourt House a zámek St Leonard's Hill poblíž Windsoru.
V roce 1784 se oženil s Anne Leveson-Gower (1761-–833), dcerou významného státníka 1. markýze ze Staffordu a sestrou 1. vévody ze Sutherlandu. Toto manželství prospělo Edwardově kariéře, protože o několik let později se stal biskupem v Carlisle. Měli spolu šestnáct dětí, syn George Granville Harcourt (1785–1861) byl přes půl století poslancem Dolní sněmovny a v letech 1851–1861 užíval čestného postavení nejstaršího poslance parlamentu (Father of the Commons). Další synové Frederick Edward (1790–1883) a Octavius Henry (1793–1863) sloužili u Royal Navy a dosáhli hodnosti admirála. Z potomstva dalšího syna, reverenda Williama Vernon–Harcourta (1789–1871) pocházeli významní politici Liberální strany William Harcourt a Lewis Harcourt.